# Nevěsta messinská (Fibich)
Nevěsta messinská (též hráno jako Messinská nevěsta, Op. 18) je tragická opera (zpěvohra) o třech jednáních českého skladatele Zdeňka Fibicha na libreto českého spisovatele a hudebního kritika Otakara Hostinského, napsané na námět stejnojmenné tragédie Friedricha Schillera. Poprvé byla provedena dne 28. března 1884 v Národním divadle v Praze.

## Vznik a historie díla
Brzy po dokončení opery Blaník (1877, inscenováno 1881) uvažoval Fibich o nové opeře. Podnětem mu byly spisy Richarda Wagnera o teorii hudebního dramatu a zejména teoretické diskuse vedené na téma Wagnera a Smetany s přítelem Otakarem Hostinským, hudebním teoretikem a kritikem, jenž od roku 1877 působil jako docent estetiky na Karlově univerzitě a s Fibichem spolupracoval mj. na cyklu historických koncertů. Ten ve svém bádání rozvíjel a propagoval Wagnerovy myšlenky o vztahu dramatu a hudby a pokoušel se o aplikaci jeho zásad na české podmínky. V tomto kontextu se Hostinský zabýval vedle Wagnerových teorií také zásadami české deklamace, ke kterým vydal v roce 1882 studii v časopise Dalibor, ze které vznikla kniha O české deklamaci hudební (1886), jakož i starším úsilím Ch. W. Glucka o reformu opery (kniha Krištof Vilibald Gluck, 1884).
Fibich se s Hostinským shodoval v názoru, že opera je především drama, proto požádal Hostinského o libreto, na němž by mohly být tyto teorie potvrzeny v praxi a vytvořena opera nového typu, slovy Hostinského „bez všech koncesí operní tradici“. Hostinský již se skladatelem dříve literárně spolupracoval, upravil před uvedením libreto Fibichovy prvotiny Bukovín (1874), ale nepovažoval se za spisovatele. Proto se zrodil nápad napsat libreto v podstatě na hotový text tragédie německého dramatika Friedricha Schillera Nevěsta messinská. Ta Fibicha přitahovala již dříve a v roce 1873 nejprve žádal Elišku Krásnohorskou o libreto na toto téma, než se rozhodli pro Blaník. Hostinského zpracování, spočívající především v překladu a nejnutnější dramatické úpravě původního činoherního dramatu, činí z Fibichovy Nevěsty messinské prvního zástupce typu „literární opery“ v české hudbě a jednu z prvních takových oper vůbec.
Práce na opeře trvala skladateli něco přes rok; podle vlastních záznamů ji zahájil na Nový rok 1882 a instrumentace byla dokončena v únoru 1883. Fibich zadal operu do soutěže Sboru pro postavení Národního divadla, konané ke druhému otevření Národního divadla po požáru roku 1881. Získal první cenu v hodnotě 1000 zlatých v oboru vážné opery (v oboru komické opery zvítězil Bendlův Karel Škréta a Kovařovicovi Ženichové) a záruku uvedení opery. Premiéra opery konaná dne 28. března 1884 byla slibná, ohlas u obecenstva byl velmi příznivý. Zato kritický ohlas byl smíšený a intenzitou v něm převažovaly odsudky díla jako „wagneriánského“ a „germánského“. Podle názoru některých kritiků „pro samou deklamaci se zapomnělo na zpěv“, důsledný tragický tón působil jako „šedá kresba na černém pozadí“. Prakticky jen Emanuel Chvála považoval Nevěstu messinskou za zásadní umělecký čin. Opera se stala terčem nevybíravé satiry: Šotek, příloha časopisu Paleček, ji označoval jako „Malér messinský“ a publikum ji posměšně nazývalo „Mosazná nevěsta“ (z německého Messing = mosaz).
Pod vlivem těchto polemik opera nakonec propadla. V pozdější hudební historii se tímto neúspěchem dokládal obraz Fibicha jako nepochopeného reformátora, jehož „nekompromisně pokroková orientace narazila na vkus rozhodující buržoazní skupiny“, v kontextu skladatelova díla se však jednalo o ojedinělý případ. Nevěsta messinská byla v podstatě jediné jeho významnější dílo, která za jeho života nebylo přijato příznivě. V sezóně 1884/85 se konalo celkem pět představení, k tomu přistupují dvě pak v říjnu 1885 a ojedinělé představení v roce 1888, což nebylo mnoho vzhledem k tomu, za jak vážný umělecký čin Nevěstu messinskou její autoři považovali. Fibich se snažil vyvodit teoretické poučení z jejího neúspěchu a v cestě za osvobozením slova v hudebním dramatu od konvenčních zpěvních požadavků došel až k melodramu v trilogii Hippodamie (1889-91), aby se pak v devadesátých letech 19. století obrátil k lyričtější opeře s nadvládou melodie, avšak se zachováním poučení o dramatické deklamací získaných v Nevěstě messinské.
Klavírní výtah s textem vydala Hudební matice roku 1884, celou partituru s hlasy později Dilia.

## Charakteristika díla

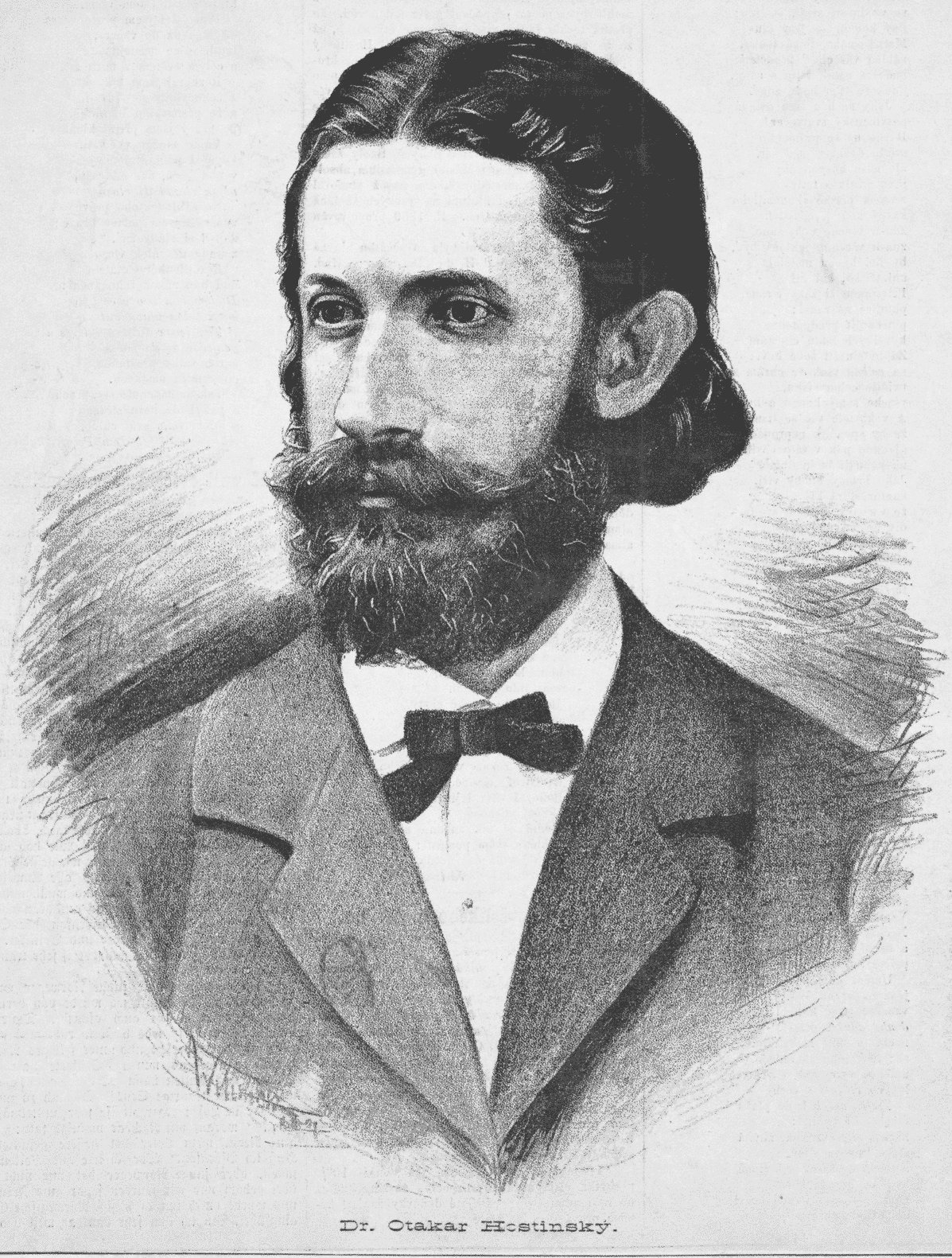
Libretista Nevěsty messinské Otakar Hostinský. Kresba Jana Vilímka z r. 1883

Schillerova „truchlohra se sbory“ vznikla v letech 1802-03. Byl to z básníkovy strany pokus o návrat k formám i látkám antického dramatu, čehož nejvýraznějším dokladem bylo zapojení chóru komentujícího děj; rovněž téma bezohledného a drtícího osudu lze nalézt u antických tragédů. Mezi Schillerovými dramatickými pracemi nebyla Nevěsta messinská řazena k nejpovedenějším, rozsáhlé monology, dramatická stavba i zapojení chóru ji však činí vhodnou pro operní zpracování. Před Fibichem zhudebnil Nevěstu messinskou jen italský skladatel Nicola Vaccai roku 1839 (La sposa di Messina). Jeden z Fibichových raných idolů, Robert Schumann, napsal ke hře stejnojmennou ouverturu, Op. 100 (1850-51).
Otakar Hostinský tragédii přeložil na svou dobu dosti moderním a neliterárním jazykem. Přitom v souladu se svými zásadami přeložil většinu veršů nerýmovaně, aby tím uvolnil prostor pro nepravidelné, přirozené řečové úseky. Jen ve vypjatě lyrických momentech rým ponechal. Při zpracování činohry provedl nutné dramaturgické zásahy spočívající především v krácení. Méně důležité výstupy byly vypuštěny, děj zpřehledněn, obě poslední dějství byla spojena do jednoho a většina jejich textu (630 veršů z 807) byla vyškrtnuta s cílem urychlit spád děje. Zásahy do stavby děje i charakteristik postav vede toho směřovaly k větší lyrizaci díla. Důležitá byla změna úlohy sboru (jehož text podlehl značné redukci) z pouhého komentátora podle antické tradice na aktivního činitele děje.
Zdeněk Fibich se při práci důsledně držel Hostinského teoretických východisek: v opeře není zjevný rozdíl mezi árií a recitativem, ale plynulá oscilace mezi těmito dvěma póly, celkové zhudebnění odpovídá wagnerovskému požadavku plynulého proudu hudby, avšak oproti přísnému wagnerianismu se nevyhýbá sborům a ansámblům. Proklamovaným vzorem obou autorů byl ostatně Gluckův doprovázený recitativ. Jak lyričtější monology, tak plynulé dialogy se však vyznačují bezchybnou českou deklamací, jaká byla u českých skladatelů výjimkou; i sám Fibich v předchozích operách proti jejím zásadám zhusta hřešil. Fibich si však údajně stěžoval na to, že při kompozici v sobě musel potlačovat „ducha hudebního“, který chtěl „prolomit pouta slohu chladně deklamatorního“. Přesto některá místa partitury vynikají a bývají interpretována i samostatně: Manuelovo vyznání Bílé lani vzápětí, árie Beatrice Ó, proč jsem opustila celu svou, milostný zpěv dona Césara Kde dlela jsi tak dlouho v úkrytu, tercet Ó, lásko božská, všemohoucí, Isabelino uvítání dcery Mé sladké dítě! Mám tě opět, mám, tragický sbor V roucho smutku a ovšem nejznámější úsek partitury, smuteční pochod za dona Manuela ze III. jednání, funkčně upomínající na Siegfriedův smuteční pochod ze Soumraku bohů.
Fibich po vzoru Wagnera bohatě pracuje s příznačnými motivy, které mají jak jednotlivé postavy (Isabela, Beatrice, Manuel, César, Diego), tak i charakteristické dějové momenty (láska, lov, smíření).(Jiránek57) Fibicha však navracející se motivy používá více pro účely hudební stavby a méně jako pamětné. Zvláštní význam má téma osudu. Jeho interpretace není jednotná: zatímco jedni považují osud v Nevěstě messinské nikoli za nadpřirozenou moc, ale za výslednici dějů, tedy logické vyústění okolností a povah aktérů, podle jiných v této opeře „člověk je pouhou hříčkou vyšší moci, zmítaje se bezbranně v jejích osidlech“.
Zda je Nevěsta messinská celkově mezi Fibichovými operami „nejwagnerovštější“ (tuto dobovou charakteristiku přebírá např. Kaminsky), je pochybné; spíše nejlépe specifické Hostinského interpretaci Wagnera. Již pro Jiránka je skladatelova „jistě nejwagnerovštější opera“ Šárka, která byla v dobovém kontextu konce 19. století naopak považována za „nejčeštější“.
Cílem obou autorů byla „velká tragická opera“, jež by velikostí a vznešeností námětu kontrastovala s malostí a ubohostí současných jedinců, zejména soudobých politických dějů. S tím souvisejí hlavní charakteristiky díla, stylová přísnost a strohá stavba. V oboru tragické opery má Nevěsta messinská v české hudbě nepopiratelné (a ani ve své době nepopírané) prvenství a stejně tak přetrvává přesvědčení, že se jedná o mezník českého operního divadla. Tato důsledná forma „tragedie bez katarze“, která nepřipouští „žádné světlo, žádný svit“, vzbuzovala u jedněch obdiv pro „uměleckou nesmlouvavost a neohroženost v boji o vysoké cíle“, jiní Nevěstě messinské naopak „jednostrunnou tragičnost“ vyčítali a obecenstvo jim obvykle dávalo za pravdu. Podle Jiřího Kopeckého „Nevěstu messinskou publikum dodnes nepřijalo“, Piotr Kaminski se naopak domnívá, že „její tragická moc s léty nic neztratila a dílo na scéně obdivuhodně funguje“. Platnost obou výroků je v době, kdy od posledního nastudování uplynulo třicet let, obtížné posoudit.

## Inscenační historie opery
Hudebně náročná Nevěsta messinská se nikdy netěšila zvláštní přízni obecenstva, přesto bývala uváděna poměrně hojně z důvodu svého historického významu pro vývoj české opery. Pěstovalo ji zejména domovské pražské Národní divadlo. Po premiéře a šesti reprízách roku 1884 následovalo ojedinělé představení v roce 1888. Zásadní význam pro docenění a další šíření díla měla inscenace Karla Kovařovice v roce 1909. Další premiéry na této scéně proběhly v letech 1920, 1938, 1945, 1963 a naposledy roku 1979.
Ostatní české operní scény ji uvedly až po první světové válce (Brno 1919 a 1937, Moravská Ostrava 1921 a 1930, Olomouc 1929…) Ani v poválečném období nebyla Nevěsta messinská inscenována často. Vedle Národního divadla ji uvedlo Severočeské divadlo v Liberci roku 1950, Státní divadlo Zdeňka Nejedlého v Opavě a Státní divadlo Brno roku 1960, Divadlo Oldřicha Stibora Olomouc roku 1971, Divadlo Josefa Kajetána Tyla Plzeň roku 1976 a Státní divadlo Ostrava roku 1981. Poslední inscenace této opery na českém území proběhla v roce 2018 opět v plzeňském Divadle Josefa Kajetána Tyla.
Na dlouhou dobu jedinou inscenací Nevěsty messinské mimo české země byla inscenace Slovenského národního divadla v Bratislavě roku 1928 (premiéra 4. února). Dne 15. března 2015 operu v německé premiéře uvedlo divadlo v Magdeburgu; jedná se též o první nastudování Nevěsty messinské po 34 letech po dosud poslední (ostravské) inscenaci.

## Osoby a první obsazení
| osoba | hlasový obor | premiéra (28.3.1884) |
| --- | ------------ | -------------------- |
| Donna Isabela, kněžna messinská | alt          | Betty Fibichová      |
| Don Manuel, její syn | baryton      | Leopold Stropnický   |
| Don César, její syn | tenor        | Antonín Vávra        |
| Beatrice, její dcera | soprán       | Marie Sittová        |
| Diego, starý sluha | bas          | Vilém Heš            |
| Kajetán, náčelník družiny Manuelovy | bas          | Karel Čech           |
| Bohemund, náčelník družiny Césarovy | tenor        | Adolf Krössing       |
| panoš z družiny Césarovy | soprán       | Josefina Reinlová    |
| Roger | …            | Bohumil Benoni       |
| Berengar | …            | Petr Doubravský      |
| Tristan | …            | Ferdinand Koubek     |
| Hippolit | …            | Václav Mikoláš       |
| Manfred | …            | Josef Urbánek        |
| Manuelova a Césarova družina, rytíři a panoši, dvořanstvo, starší messinští                                                                                              |              |                      |
| Dirigent: Adolf Čech, režie: František Karel Kolár, scéna: Carlo Brioschi, Hermann Burghardt, Robert Holzer, Johann Kautský, P. Brückner, kostýmy: František Karel Kolár |              |                      |

## Děj opery

### 1. dějství
(Prostranná síň v paláci knížecím) Obklopena messinskými staršími vysvětluje kněžna Isabela, proč opustila vdovské ústraní (árie S tichým vdovy útulkem rozloučila jsem se již). Od smrti jejího manžela, knížete messinského, uplynuly tři měsíce a její synové, starší don Manuel a mladší don César, je strávili ve vzájemných sporech a šarvátkách; i otcovský palác již byl poskvrněn krví. Isabela je proto oba pozvala k sobě a chce je usmířit. Po straně pak vybízí starého sluhu Diega, aby pospíchal do kláštera a přinesl jí odtud „poklad nejdražší“, jejž tam dala do úschovy.
U vchodu do síně se střetnou družiny obou znepřátelených knížat, Manuelova vedená Kajetánem a Césarova vedená Bohemundem (sborová scéna Vítej mi, pyšná ty síni knížecí). Po chvíli rozpaků uzavírají prozatímní příměří – pokud se pánům líbí mír, budou v míru i oni, pokud osud bude chtít jinak, zůstávají připraveni k boji. Obě družiny vítají Isabelu (sbor Sláva tobě, vznešená matko) přicházející s Manuelem a Césarem. Isabel přesvědčuje bratry ke smíru a shromážděné oddíly jí přitakají (árie Ó shlédni na mne, nebes královno), ale zaražená knížata stojí beze slov a bez pohnutí, vyhýbajíce se vzájemnému pohledu. Zklamaná Isabela odchází. Bratři rozpačitě začínají hovor a postupně se smíří a obejmou (duet – scéna smíru Ty starší jsi, nuž promluv směle dřív!… Nevýslovné kouzlo duši náhle jímá).
Panoš přináší Césarovi zprávu, že neznámí, kterou jeho pán hledal, byla vypátrána. César se kvapně loučí s Manuelem a odchází za galantním dobrodružstvím. Kajetán se vyptává Manuela na příčinu jeho nezvyklé roztržitosti a mírnosti. Manuel vypráví o tom, jak se před pěti měsíci při lovu setkal s krásnou jeptiškou a ihned se zamiloval (árie – Manuelovo vyprávění Pět měsíců již tomu). Naštěstí ona dívka nesložila řeholní sliby, pouze byla v klášteře vychovávána a neví nic o svých rodičích. Nedávno však dostala zprávu, že se má brzy vrátit do rodičovského domu. Manuel se bál, že by tím o ni přišel, a dal ji unést. Dívka je prozatím v úkrytu v Messině a neví nic o svém únosci, ale Manuel dává připravit slavnostní průvod, který ji má uvítat jako novou messinskou kněžnu.

### 2. dějství
(Zahrada v Messině u domu, ve kterém přebývá Beatrice) Beatrice neklidná a rozechvělá čeká na svého únosce, o němž zná jen jeho jméno – Manuel. Trápí ji výčitky, že svolila opustit klášter, a svou nepřítomnou a téměř neznámou matku prosí o odpuštění, že „svou kráčí cestou“ (árie Zda on to? Slyš! – Ach, opět pouhý klam!). Vzpomene si též na cizího muže, který na ni vášnivě pohlížel, když ji potkal na pohřbu starého knížete. Tehdy se jí zmocnila neblahá předtucha…
Beatrice slyší kroky a běží domnělému Manuelovi vstříc. Zarazí se však leknutím, když namísto něj vidí onoho neznámého mladíka. Je to don César, který si pro ni přišel se svou družinou. Don César dívce vypravuje, jak se do ní nad rakví knížete zamiloval (árie V chrámu Páně staroslavném) a jak se mu ji podařilo vypátrat. Beatricino zděšení a nemluvnost si vykládá jako pouhý panenský stud a oznamuje jí, že pro ni brzy přijde slavnostní průvod a odvede ji jako nevěstu mladšího messinského knížete. Beatrice si o samotě zoufá, že upadla do moci rodu, „na němž spočívá kletba zášti bratrské“.
(Proměna. Komnata v paláci před ložnicí kněžninou) Kněžna Isabela blahořečí smíření svých synů (arioso Již nadešel mi krásný, slavný den). Vypráví jim, že jim brzy přivede i sestru, která dosud vyrůstala v ústraní a o niž bratři nevěděli. Messinskému knížeti se totiž kdysi zdál sen, podle kterého měla být dcera záhubou obou svých bratrů, a kázal ji zahubit. Ale králově se zdál naopak sen, ve kterém tato dcera spojila srdce obou bratrů v horoucí lásce, a proto ji jen ukryla v klášteře svaté Cecílie (vyprávění Isabely Dvé ratolestí laurových). Nyní, když je její manžel mrtev a oba synové jsou smířeni, může ji povolat zpět. Don Manuel se připojuje s tím, že ještě dnes přivede matce představit svou nevěstu, a don César slibuje totéž. Isabela je nadšena představou, že náhle získá hned tři dcery (tercet Ó, lásko božská, všemohoucí).
Avšak přichází Diego a vypráví, že ona dívka – Beatrice – byla z kláštera unesena „maurskou lodí“. Zoufalá kněžna Isabela vysílá syny, aby co nejrychleji vyrazili najít a přivést zpět znovu ztracenou sestru. Don Manuel je zaražen shodou jména i okolností a spěchá nejdříve za svou nevěstou. Rovněž don César odchází nejprve ke své nevěstě, kterou hodlá na dobu své nepřítomnosti svěřit matčině péči, a pak se vydá zachránit svou sestru.

### 3. dějství
(Zahrada jako ve 2. dějství) Před domem, kde pobývá Beatrice, narazí Kajetánova družina dona Manuela na Bohemundovu družinu, kterou tam zanechal na stráži don César. Nevraživost mezi nimi brzy přeroste v bitku, kterou zastaví až don Manuel. Jen s váháním a neochotně ustupují Césarovi muži rozkazu knížete a pouštějí ho dovnitř.
Beatrice běží Manuelovi vstříc a zapřísahá jej, aby ihned uprchli před hrozícím nebezpečím. Don Manuel se jí dává poznat jako messinský kníže. Beatrice je zděšena. Manuel se jí vyptává na podrobnosti a jejím původu a potvrzuje se jeho podezření, že milovaná dívka je jeho sestra. Ale v průběhu jejich rozhovoru se objeví don César. Rozezlen tím, že vidí svou nevěstu v bratrově náručí, dona Manuela probodne. Omdlelou Beatrici dává odnést do domu své matky. (Následuje smuteční pochod.)
(Proměna. Síň jako v 1. dějství) Isabela a Diego netrpělivě čekají na zprávy o unesené princezně. Tu jim přináší Césarova družina polomrtvou Beatrici v nosítkách. Beatrice se probere a poznává svou matku; současně v ní nalézá matku obou mužů, kteří se o ni ucházeli. Není žalem schopna slova, z jejího chování však Isabela vytuší nejhorší. Smuteční průvod přináší mrtvolu dona Manuela (smuteční scéna V roucho smutku, Messino, se hal). Zoufalá kněžna se obrací na vcházejícího dona Césara a zapřísahá jej, aby bratrovu smrt pomstil „touž rukou statnou, která vrátila mi drahou dceru“. Teď se teprve don César dozvídá, že milovaná žena je jeho sestra a že bratra zabil bez důvodu. Plní tedy matčinu neuváženě vyřčenou žádost – přes prosby všech včetně Beatrice – a vlastní rukou ztrestá na životě Manuelova vraha, tedy sebe sama.

## Nahrávky
- 1954 (rozhlasová nahrávka, rekonstruováno 1997, nevydáno). Zpívají (Donna Isabella) Marta Krásová, (Don Manuel) Přemysl Kočí, (Don César) Ivo Žídek, (Beatrice) Milada Šubrtová, (Diego) Josef Celerin, (Kajetán) Jaroslav Veverka, (Bohemund) Antonín Votava, (Panoš) Vlasta Mlejnková. Pěvecký sbor a symfonický orchestr Čs. rozhlasu v Praze řídí Václav Jiráček.[36]
- 195? Supraphon (jen výběr scén). Zpívají (Donna Isabella) Marta Krásová, (Don Manuel) Zdeněk Otava, (Don César) Ivo Žídek, (Beatrice) Marie Podvalová, (Diego) Karel Kalaš, (Kajetán) Jaroslav Veverka, (Bohemund) Antonín Votava, (Panoš) Milada Jirásková. Sbor a orchestr Národního divadla v Praze řídí Jaroslav Krombholc.
- 1975 Supraphon/Československý rozhlas. Zpívají (Donna Isabella) Libuše Márová, (Don Manuel) Václav Zítek, (Don César) Ivo Žídek, (Beatrice) Gabriela Beňačková, (Diego) Karel Hanuš, (Kajetán) Jaroslav Horáček, (Bohemund) Miroslav Švejda, (Panoš) Naďa Šormová. Pěvecký sbor Československého rozhlasu v Praze a sbor a orchestr Národního divadla v Praze řídí František Jílek. CD vydáno 1993, SU 11 1492-2 612[37]